# SV Arzbach
Der SV 1919 Arzbach e. V. ist ein deutscher Sportverein mit Sitz in der rheinland-pfälzischen Ortsgemeinde Arzbach innerhalb der Verbandsgemeinde Bad Ems-Nassau im Rhein-Lahn-Kreis.

## Geschichte

### Nachkriegszeit
Die erste Fußball-Mannschaft des Vereins stieg zur Saison 1951/52 in die zu dieser Zeit drittklassige Landesliga Rheinland auf. Am Ende der Saison landete der Verein auf dem 17. Platz der Staffel Mitte und musste somit ab der nächsten Saison in der viertklassigen 2. Amateurliga antreten. Seit 1984 besteht im Verein zudem eine Tennis-Abteilung sowie seit Juli 2017 eine Skisport-Abteilung.

### Heutige Zeit
In der Saison 2001/02 spielte die erste Mannschaft in der Bezirksliga Rheinland und belegte hier mit 59 Punkten den zweiten Platz. Somit stieg der Verein zur nächsten Saison in die Landesliga Rheinland auf. Am Ende der Saison platzierte sich der Verein mit 37 Punkten im Mittelfeld der Tabelle, wurde dann jedoch Opfer einer Spielklassenreform und musste wieder in die Bezirksliga absteigen. Von dort aus ging es am Ende der Saison 2003/04 jedoch auch direkt über den 14. Platz weiter nach unten in die Kreisliga A. Hier gelang dann in der darauffolgenden Saison jedoch auch gleich die Meisterschaft. Zurück in der Bezirksliga konnte die Klasse mit 29 Punkten und dem 13. Platz dann knapp gehalten werden. Bereits nach der Saison 2006/07 ging es dann aber mit 23 Punkten als letzter der Tabelle wieder runter. Hieraus ging es dann nach der Saison 2008/09 noch ein weiteres Mal runter in die Kreisliga B sowie nach der darauf wiederum folgenden Spielzeit weiter runter in die Kreisliga C.
Ab der Saison 2010/11 wurde in der Kreisliga C dann eine Spielgemeinschaft mit dem SV Hertha Nievern gebildet. Mit dieser gelang dann in der Saison 2012/13 wieder die Meisterschaft und damit der Aufstieg in die Kreisliga B. Am Ende der darauffolgenden Saison gelang dann mit 51 Punkten als dritter erneut der Aufstieg in die Kreisliga A. Die Meisterschaft gelang dann hier schließlich am Ende der Saison 2017/18 mit 77 Punkten, womit die Rückkehr zumindest als SG in die Bezirksliga geschafft wurde. In den folgenden Spielzeiten konnte die Klasse dann auch stets gehalten werden. Zur Saison 2020/21 wurde jedoch entschieden sich aufgrund von der zu erwartenden fehlenden Spielstärke sich in die Kreisliga A zurückzuziehen.